# Admiral Ägäis
Die Dienststelle Admiral Ägäis, ab Februar 1943 Kommandierender Admiral Ägäis, war eine Kommandobehörde der Kriegsmarine im Zweiten Weltkrieg.

## Geschichte
Die Dienststelle wurde im Juli 1941 in Athen aus dem Marinebefehlshaber Griechenland eingerichtet. Gemeinsam mit dem Admiral Schwarzes Meer (ab 1942) und dem Admiral Adria (ab 1943) erfolgte die Unterstellung unter das Marinegruppenkommando Süd.
Im Oktober 1944 wurde der Kommandierende Admiral Ägäis nach Saloniki verlegt. Zur Abwicklung kam er dann nach Wien und der Stab des Admirals Ägäis bildete im November 1944 den Admiral westliche Ostsee.

## Kommandierende Admirale
- Konteradmiral Hans-Hubertus von Stosch: von der Aufstellung bis 27. September 1941
- Vizeadmiral Erich Förste: vom 27. September 1941 bis Februar 1943
- Vizeadmiral Werner Lange: Februar 1943 bis zur Auflösung

## Chef des Stabes
- Kapitän zur See Werner Peters: von der Aufstellung bis November 1941
- Kapitän zur See Richard Rothe-Roth: von November 1941 bis Januar 1943
- Kapitän zur See Günther von der Forst: von Februar 1943 bis November 1943
- Kapitän zur See Georg Waue: von November 1943 bis zur Auflösung

## Unterstellte Verbände und Einheiten (Auswahl)
Juni 1941:
- Kommandant der Seeverteidigung Saloniki
- Kommandant der Seeverteidigung Lemnos
- Kommandant der Seeverteidigung Kreta
- Kommandant der Seeverteidigung Attika, ehemals Kommandant der Seeverteidigung Volos

August 1943:
zusätzlich
- Kommandant der Seeverteidigung Peloponnes
- Kommandant der Seeverteidigung Westgriechenland

Januar 1944:
zusätzlich
- Kommandant der Seeverteidigung Dodekanes

April 1944:
- Kommandant der Seeverteidigung Nordgriechenland
- Kommandant der Seeverteidigung Dodekanes
- Kommandant der Seeverteidigung Kreta
- Kommandant der Seeverteidigung Attika
- Kommandant der Seeverteidigung Peloponnes
- Kommandant der Seeverteidigung Westgriechenland
- Marine-Bordflak-Abteilung Piräus: im Mai 1943 mit 3 Kompanien aufgestellt, ab Oktober 1943 31. Marine-Bordflak-Abteilung und im Oktober 1944 aufgelöst

## Bekannte Personen
- Kurt Weyher: 1941/1942 Erster Admiralstabsoffizier
- Rolf Johannesson: Vertreter des Ersten Admiralstabsoffiziers im Herbst 1941
- Kapitän zur See Curt Rechel: vom 23. Juni 1943 bis 11. August 1944 Ersten Admiralstabsoffizier